# Кариаева, Тамара Харитоновна
Тама́ра Харито́новна Кариа́ева (14 (27) октября 1915 год — 1989) — советская осетинская театральная актриса, режиссёр, драматург, народная артистка РСФСР (1960).

## Биография
Тамара Харитоновна Кариаева родилась 14 (27) октября 1915 года в семье врача. Будучи школьницей занималась в драматическом кружке при заводе «Электроцинк». Работала на кирпичном заводе. С агитбригадой объездила всю Осетию. В 1933 году была принята в Театр малых форм во Владикавказе.
В 1935 году поступила в Северо-Осетинский драматический театр. Стала одной из ведущих актрис театра, несмотря на то, что её отец и муж были репрессированы. Создавала образы сильных, волевых, умных женщин, активно борющихся за свои стремления.
Автор цикла пьес, ставившихся в разные годы на национальной сцене, писала театроведческие статьи о коллегах по творческому цеху Соломоне Таутиеве, Владимире Тхапсаеве, Маирбеке Цаликове. В соавторстве с театроведом Мариной Литвиненко подготовила к печати книгу очерков по истории Осетинского театра.

### Семья
- Муж — Кудзаг Габрелович Дзесов (1905—1981), писатель.
- Дочь — Фатима Дзесова (род. 1949).

## Награды и премии
- Заслуженная артистка РСФСР (24.01.1957).
- Народная артистка РСФСР (5.10.1960).

## Работы в театре
- «Гроза» А. Островского — Катерина, Кабаниха
- «Без вины виноватые» А. Островского — Кручинина
- «Каменный гость» А. Пушкина — Донна Анна
- «Васса Железнова» М. Горького — Рашель
- «Отелло» Шекспира, 1951 — Эмилия
- «Король Лир» Шекспира, 1948 и 1959 — Регана
- «Любовь Яровая» К. Тренева, 1946 — Панова
- «Материнское поле» Ч. Айтматова — Толгонай
- «Слава» В. Гусева — Лена
- «Деньги» А. Софронова, 1956 — Прасковья Филипповна
- «Нашествие» Л. Леонова, 1943 — Таланова
- «Макар Дубрава» А. Корнейчука, 1952 — Ольга
- «Деревья умирают стоя» А. Касоны — Бабушка
- «Две сестры» Е. Бритаева, 1946 — Хансиат
- «Чёрная девушка» Р. Хубецовой — Бабуца
- «Фатима» Д. Туаева — Фатима
- «Мать сирот» Д. Туаева, 1953 — Марико

## Память
- В 2015 году во Владикавказе на доме по улице Тамаева, где жили Тамара Кариаева и Кудзаг Дзесов, была открыта мемориальная доска[2].